# Bistrica ob Sotli
Bistrica ob Sotli (Duits: Feistritz am Sattelbach) is een gemeente in de Sloveense regio Savinjska en telt 1460 inwoners (2002).
Bistrica ligt aan de rivier de Sotla.

## Plaatsen in de gemeente
Bistrica ob Sotli, Dekmanca, Črešnjevec ob Bistrici, Hrastje ob Bistrici, Križan Vrh, Kunšperk, Ples, Polje pri Bistrici, Srebrnik, Trebče, Zagaj
Bistrica ob Sotli · Braslovče · Celje · Dobje · Dobrna · Gornji Grad · Kozje · Laško · Ljubno · Luče · Mozirje · Nazarje · Podčetrtek · Polzela · Prebold · Radeče · Rečica ob Savinji · Rogaška Slatina · Rogatec · Šentjur pri Celju · Slovenske Konjice · Šmarje pri Jelšah · Šmartno ob Paki · Solčava · Šoštanj · Štore · Tabor · Velenje · Vitanje · Vojnik · Vransko · Žalec · Zreče